# آر. سی. اسپرول جونیور
آر. سی. اسپرول جونیور (انگلیسی: R. C. Sproul Jr.؛ زادهٔ ۱ ژوئیهٔ ۱۹۶۵) نویسنده، متخصص الهیات، کالوینیسم اهل ایالات متحده آمریکا است.